# Ivan Mosca
Ivan Mosca, nome d'arte di Giovanni Mosca (Parma, 14 gennaio 1915 – Roma, 2005), è stato un pittore ed esoterista italiano.

## Biografia

### Pittura
Ancora giovane si trasferisce a Milano dove frequenta la Scuola del Libro della Società Umanitaria, e successivamente l'Istituto Superiore per le Industrie Artistiche di Monza. Durante questo periodo si interessa all'arte astratta e stringe amicizia con altri artisti che gravitano intorno alla galleria d'arte "Il Milione", tra i quali Osvaldo Licini, Manlio Rho, Mario Radice ed Atanasio Soldati.
Nel 1936 si trasferisce a Roma per frequentare l'Accademia di Belle Arti, dove inizia ad elaborare un proprio stile più vicino al neo-espressionismo.
Nel 1943, per sfuggire ai rastrellamenti successivi all'armistizio, si rifugia in Francia, ritornando in Italia dopo la fine della guerra. A Roma inizia ad esporre i suoi lavori in mostre allestite in spazi pubblici (nel 1945 alla Casa della Cultura, nel 1947 a Palazzo Venezia, nel 1948 a Valle Giulia e a Villa Torlonia), acquisendo una certa notorietà per i suoi disegni e le sue litografie che spesso hanno come soggetto gli insetti.
Fondamentale fu il suo incontro con Irene Brin e Gaspero del Corso, proprietari della galleria d'arte "l'Obelisco", che contribuirono alla diffusione dei suoi dipinti e disegni all'estero e particolarmente negli Stati Uniti.
Ha vissuto in Italia, Spagna, Russia, Stati Uniti, Israele. 

### Esoterismo
Ivan Mosca, che ha aderito alla Massoneria nel 1947,  è stato Gran Maestro aggiunto del Grande Oriente d'Italia dal 1978 al 1982e Gran maestro onorario nel 1983 e fondatore nel 1969 della loggia romana "Monte Sion-Har Tzion", n. 705 del GOI ; CBCS col nome d'ordine di "Eques Peregrinus a Stella Matutina" nel Regime scozzese rettificato, col nome d'ordine di "Hermete" è stato Sovrano Gran Commendatore dell'Ordine dei Cavalieri Massoni Eletti Cohen dell'Universo, derivato da quello fondato Martinès de Pasqually e cerchio interiore dell'Ordine martinista, succedendo in questa carica all'esoterista francese Robert Ambelain ("Aurifer") il 21 luglio 1967. In data del 14 agosto 1968 Ivan Mosca, firmando Hermete, metteva poi in sonno l'Ordine dei Cavalieri Massoni Eletti Cohen dell'Universo, bloccando tutti i lavori collettivi e annunciando lo studio di tutti i documenti posseduti e la convocazione a venire di un Convento mondiale, che si è svolto a metà degli anni Novanta, con il risveglio dell'Ordine.  Insignito del 33º grado del Rito scozzese antico ed accettato, dal 1971 era membro effettivo a vita del Supremo consiglio d'Italia, Martinista.
Muore a Roma nel 2005.

## Opere
- Massoneria Simbologia e Rito, un intervento postumo ma necessario di Ivan Mosca, prefazione di Bent Parodi, Ed. Luz, Latina, 2008 (2ª ed.)
- Quaderni di Simbologia Muratoria, Massoneria Italiana, G.O.I. Palazzo Giustiniani. A cura di Ovidio La Pera. Prefaz. di Vittorio Vanni,  FirenzeLibri Ed. - Ediz. Libreria Chiari, Coll. La Bautta, Firenze,  2005.
- Elucubrazioni, GraficaElettronica, 2011.
- Ritualità e simbologia. Una riorganizzazione dei quaderni e degli scritti, a cura di Vittorio Vanni e Mauro Bonanno,  Ed. Tipheret, Acireale, 2018.
- Magia, alchimia e massoneria. Corso di studi esoterici, a cura di Vittorio Vanni e Mauro Bonanno, Ed. Tipheret, Acireale, 2018.
- La menorah e altri interventi, Ed. Tipheret, Acireale, 2018.